# Archilochus (dichter)

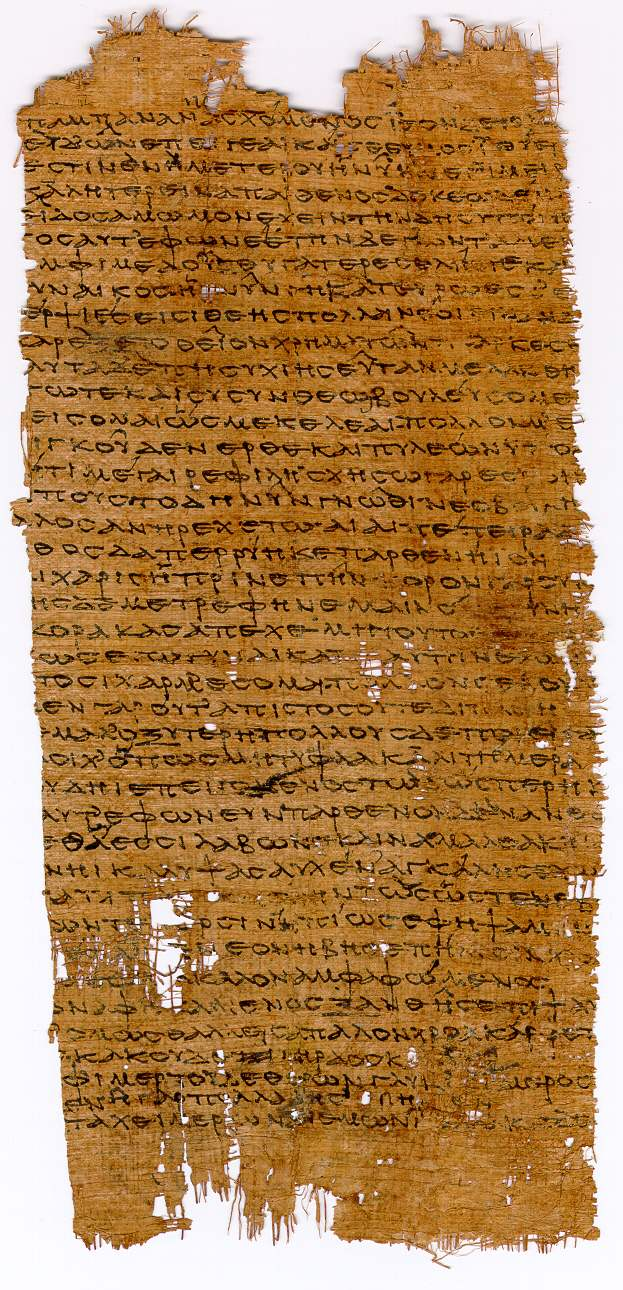
Een fragment in de Papyrussammlung Köln.

Archilochus (Paros, ca. 680 v.Chr. – ca. 645 v.Chr.) was een Grieks militair en dichter van spotdichten.

## Biografische gegevens en de biografische kwestie
Alle gegevens die bekend zijn over Archilochus' leven komen uit zijn gedichten geschreven in de ik-persoon. De biografische kwestie van Archilochus is de benaming voor de vraag of die ik-persoon Archilochus zelf aan het woord is of een personage in zijn gedichten. Een reeks gedichten duidt een leefperiode aan tijdens de heerschappij van Gyges, gedichten waar het personage de autobiografische ik overstemt. De - al dan niet - autobiografische informatie van Archilochus uit zijn gedichten zijn de volgende.
Archilochus (Grieks: Ἀρχίλοχος / Archílochos) werd geboren op het eiland Paros (Cycladen) in de 7e eeuw v.Chr. Hij werd geboren uit een vader, Telesicles uit de nobele klasse en een moeder van slavenafkomst, Enipo genaamd. Hij had een avontuurlijk en hartstochtelijk leven, moest als jongen in ballingschap (ten gevolge van politieke woelingen?) en zwierf als huursoldaat door Griekenland om aan de kost te komen. Volgens een niet bevestigde anekdote zou hij zijn vroegere verloofde (ene Neoboulè) en haar ouders door zijn bijtende spotdichten naar de zelfdoding gedreven hebben. Zelf zou hij als huursoldaat gesneuveld zijn tijdens een oorlog tussen de naburige eilandstaten Paros en Naxos. Na zijn dood werd hij op Paros begraven, en als een held vereerd. Zijn graftombe groeide uit tot een soort cultusplaats.

## Literaire werken
Archilochus was een der meest gelezen dichters uit de oudheid. Geliefde thema's in zijn gedichten zijn de strijd tegen gevestigde heroïsche waarden en bitse aanvallen op al wie hem te na komt. Dit uit zich in het satirische karakter in de jambische poëzie.
één grote kunst bezit ik:
met vlijmend leed vergelden
al wie mij lijden doet...
Zijn taal en stijl zijn aanschouwelijk en helder, met een ruwe openheid, drukt Archilochus zich uit in levende, alledaagse taal (Ionisch), die haast niets ontleent aan het Homerische epos.
Een bij Zenobius aangehaald fragment van Archilochus is opgenomen in de Adagia van Erasmus en werd in de 20e eeuw bekend door Isaiah Berlin:
De vos weet vele dingen, maar de egel één groot ding.
De betekenis van deze jambische trimeter is uitvoerig geanalyseerd, maar behoudt enig mysterie.

### Het schild
Een berucht gedicht van Archilochus gaat over een militair (Archilochus zelf?) die zijn schild weggooit en er respectloos over praat. Dit gaat in tegen alle heroïsche idealen van Archilochus' tijd. Hij choqueerde zijn lezers dan ook en liet een diepe indruk achter, zowel in de Oudheid (de bekroonde blijspeldichter Aristofanes beschrijft een van zijn komische personages als een 'schildwerper')  als nu.
Iemand van de Saïers pronkt met mijn schild, een voortreffelijke wapenrusting,
die ik bij een bosje achterliet, hoewel ik dat niet wilde;
ik heb mezelf gered uit de handen van de Saïers. Wat interesseert mij dat schild?
Weg ermee; opnieuw zal ik een niet slechter schild bezitten.

## Trivia
Er bestaat op Paros een legende over de omstandigheden waarin Archilochus zijn dichterlijke roeping ontdekte. Op zekere dag werd de jonge Archilochus door zijn vader uitgestuurd naar de stad Paros, om op de markt een koe te verkopen. Onderweg ontmoette hij echter een groepje mooie, jonge vrouwen, en aangetrokken door zoveel vrouwelijk schoon, begon hij een luchtig gesprekje. Toen de vrouwen hem "de hoogste prijs" boden voor zijn koe, ging Archilochus schertsend in op het aanbod. Nauwelijks had hij ingestemd, of de vrouwen en de koe waren nergens meer te zien, maar aan zijn voeten lag een lier. Hij was natuurlijk totaal de kluts kwijt, maar toen hij weer tot zichzelf kwam besefte hij dat de Muzen hem waren verschenen en dat zij hem zijn lier hadden geschonken, het instrument waarmee hij zijn dichterlijk talent zou uitleven.

## Voetnoten
1. ↑  Feitelijk wijst Zenobius (5.68) het vers toe aan Homerus en zegt hij dat het door Archilochus is gebruikt. Algemeen wordt aangenomen dat hij met 'Homerus' doelde op het pseudo-homerische Margites, een komisch epos waarvan wordt verondersteld dat het jonger is dan Archilochus, die dus toch de oorspronkelijke auteur van het vers zou zijn.
2. ↑  C. M. Bowra, "The Fox and the Hedgehog", in: The Classical Quarterly, 1940, nr. 1-2, p. 26-29
3. ↑  (en) Andersen, Carl. A.  (fall 2008). ARCHILOCHUS, HIS LOST SHIELD, AND THE HEROIC IDEAL. Phoenix  2008

- Bibsys: 90193837
- Biblioteca Nacional de España: XX1302018
- Bibliothèque nationale de France: cb123142449 (data)
- Catàleg d'autoritats de noms i títols de Catalunya: 981058615450306706
- CiNii: DA03337612
- Gemeinsame Normdatei: 118503855
- International Standard Name Identifier: 0000 0004 3514 1540
- Library of Congress Control Number: n80008559
- MusicBrainz: e3adf59d-b068-4e9e-aa62-4876ca8c26c6
- Nationale Bibliotheek van Tsjechië: xx0143866
- Nationale Bibliotheek van Israël: 987007257863705171
- Nationale Bibliotheek van Polen: a0000001191862
- Nationale en Universitaire bibliotheek Zagreb: 000138067
- Nederlandse Thesaurus van Auteursnamen: 069646554
- Réseau des bibliothèques de Suisse occidentale: 02-A000009078
- Istituto Centrale per il Catalogo Unico: CFIV087177
- LIBRIS: 223275
- Système universitaire de documentation: 032035535
- Virtual International Authority File: 100167694
- WorldCat: E39PCjCCBqb9jhqKYKjtJDXjYd